# 水口站 (滁州市)
水口站，是滁宁城际铁路的一座中间站，位于中国安徽省滁州市来安县，目前暂缓开通。

## 车站结构
本站为路中高架三层侧式车站（2台2线）。

### 车站楼层
| 地上三层 | 侧式站台 | 侧式站台                                 | 侧式站台 | 侧式站台 |
|          | 一站台   | █ S4号线 南京北站方向（下站：十二里半）  |          |          |
|          | 二站台   | █ S4号线 滁州高铁站方向（下站：林楼）    |          |          |
|          | 侧式站台 |                                          |          |          |
| 地上二层 | 站厅     | 售票机、客服中心、商店、警务室、安检设施 |          |          |
| 地面     | 出入口   |                                          |          |          |